# Neal Cassady
Neal Cassady (Salt Lake City, 8 febrer de 1926 - San Miguel de Allende (Mèxic), 4 febrer de 1968) va ser una figura important dins el moviment de la Beat Generation la dècada dels 1950 i de la Psicodèlia als anys de 1960, cèlebre per haver inspirat el personatge de Dean Moriarty al llibre A la carretera de Jack Kerouac.

## Biografia
Company de carretera de Jack Kerouac, Neal Cassady va inspirar el personatge de Dean Moriarty al llibre A la carretera. Fill de Maude Jean Scheuer i de Neal Marshall Cassady, es revela molt de pressa com un nen terrible. La seva mare mor quan ell només compta deu anys i és criat per un pare alcohòlic a Denver (Colorado).
Molt aviat, coneix una vida de delinqüència al costat del seu pare, després sol i sovinteja els correccionals. Als 14 anys, és detingut una primera vegada per a robatori, als 15 anys pel robatori d'un cotxe i el 1944, compleix una pena d'onze mesos de presó per encobriment. És durant una estada a un correccional que manté correspondència amb Hal Chase, un amic de Jack Kerouac i d'Allen Ginsberg.
El 1947, Neal se'n torna a New York en companyia de LuAnne Henderson, una noia de setze anys amb qui es va casar després de sortir de la presó el 1945 amb la intenció d'aprendre de la filosofia d'Allen Ginsberg. Aquest darrer el presenta a Jack Kerouac. Els tres joves compartiran llargs moments junts en els quals alcohol, droga i sexe faran bona parella. És a partir d'aquesta època que Neal comença una relació homosexual amb Allen Ginsberg.
Neal Cassady apareix a Kerouac com un personatge extravagant per la seva llibertat, el seu salvatgisme i la seva set de viure. A través del personatge de Dean Moriarty, Kerouac el descriu com un sibarita, un afamat de dones, de llibertat i de cotxes, que posseeix un cert magnetisme, i sempre a la recerca d'horitzons nous. Mentider, lladre i seductor, Neal Cassady és el tipus ideal per a la carretera segons Kerouac, ja que «nascut sobre la carretera, en un cotxe mentre que els seus pares travessaven Salt Lake City el 1926 per arribar a Los Angeles».
Kerouac i Cassady varen fer diversos viatges a través dels Estats Units, recorrent nombroses ciutats i trobant nombroses persones, convertint-ho més tard Kerouac en el relat d'A la carretera. Però més enllà del personatge mateix, és també la manera d'escriure de Cassady que influenciarà Kerouac pel seu llibre. Escriu sovint cartes adoptant un estil espontani, instintiu, frenètic que inspirarà àmpliament l'estil de Kerouac.
El 1948, es casa amb Carolyn Robinson i s'instal·la a un ranxo a Monte Sereno a Califòrnia, prop de San Francisco. Tot i semblar assenyat, deixa sobtadament la seva dona i la seva filla Cathleen Joanne que acabava de néixer, per anar-se'n a la carretera en companyia de la seva ex-dona LuAnne Henderson (amb qui reprèn una relació), de Kerouac i d'Allen Ginsberg, tornant-hi sobtadament l'any següent. Tot i això, Neal Cassady no es revela un espòs fidel, ja que manté una nova relació amb Diane Hansen, una dona casada el 1950. Malgrat el seu treball a la Southern Pacific Railroad, manté contacte amb els seus companys  beats fins i tot quan amb el temps els seus posicionaments filosòfics divergeixen.
El 1958, Neal és detingut per possessió de marihuana a una discoteca i és enviat a presó. En surt el 1960, però trobant-lo incapaç de mantindre els seus compromisos familiars, Carolyn demana el divorci el 1963. S'instal·la llavors a un pis amb Allen Ginsberg i Charles Plymell.
És el 1962 que troba Ken Kesey qui li proposa dur el volant del bus dels Merry Pranksters per a un viatge "al·lucinant" per l'Amèrica dels anys 1960 en ple descobriment de l'LSD, droga de múltiples cares. Tot aquest període de la seva vida ha estat relatat a l'obra de Tom Wolfe Acid test.
De 1967 a 1968, Neal Cassady viatja molt i de manera frenètica entre Ciutat de Mèxic i New York. El 3 de febrer de 1968, participa en una festa de casament a San Miguel de Allende, i després de la festa, intenta arribar a una ciutat propera seguint la via fèrria. Feia fred, plovia i en Neal només duia posat uns texans i una samarreta. Va ser trobat en un profund coma l'endemà al matí i portat a un hospital on va morir-hi algunes hores més tard.
Les causes de la seva mort continuen sent incertes. Alguns convidats van afirmar que Neal Cassady havia consumit fortes dosis de Secobarbital, un poderós barbitúric que pot portar ràpidament a la sobredosi. El fred també va ser esmentat com una causa de la seva defunció així com (segons la seva dona Carolyn) una deficiència renal.
Algunes setmanes abans de la seva mort, va trobar  Bukowski, a qui havia demanat que escrigués «el capítol final», cosa que aquest darrer va fer en la dedicació d'un text en el llibre Notes of a Dirty Old Man.
Cassady havia començat una autobiografia, que podria haver estat només un esborrany, publicat pòstumament el 1971.
Una pel·lícula basada en la seva vida i titulada Neal Cassady va sortir l'octubre de 2007 als Estats Units.

## Obres publicades
- Pull My Daisy (1951, poesia) escrit amb Jack Kerouac
- Genesis West: Volume Seven (1965, article)
- The First Third (1971, novela autobiogràfica)
- Grace Beats Karma (1993, col·lecció de poesia i cartes)
- Neal Cassady: Collected Letters, 1944-1967 (2004, cartes)